# Kameoka
Kameoka (亀岡市, Kameoka-shi) est une ville située dans la préfecture de Kyoto, sur l'île de Honshū, au Japon.

## Géographie

### Localisation
Kameoka est située dans le centre de la préfecture de Kyoto.

### Municipalités limitrophes
| Nantan | Nantan  | Kyoto     |
| Nose   | Kameoka | Kyoto     |
| Toyono | Ibaraki | Takatsuki |

### Démographie
En mars 2024, la population de Kameoka s'élevait à 86 693 habitants, répartis sur une superficie de 224,80 km2.

### Hydrographie
La ville est traversée par la rivière Katsura (nommée rivière Ōi au nord de la ville et rivière Hozu à l'est).

### Climat
Kameoka a un climat subtropical humide caractérisé par des étés chauds et des hivers frais avec peu ou pas de chutes de neige. La température moyenne annuelle est de 13,5 °C. La pluviométrie annuelle moyenne est de 1 690 mm, septembre étant le mois le plus humide.

## Histoire
La ville s'est d'abord appelée Kameyama et était la capitale de la province de Tanba. Elle s'est renommée Kameoka en 1869, et est alors le siège du district de Minamikuwada. Kameoka est promue au rang de ville le 1er janvier 1955, en fusionnant avec les villages voisins de Higashibetsuin (ja), Nishibetsuin (ja), Sogabe (ja), Yoshikawa (ja), Hiedano (ja), Honme (ja), Hatano (ja), Miyazaki (ja), Ōi (ja), Chiyokawa (ja), Umaji (ja), Asahi (ja), Chitose (ja), Kawarabayashi (ja) et Hozu (ja). Le 30 septembre 1956,  le village de Higashihonme (ja) dans le district de Funai est fusionné à Kameoka. Le 1er avril 1958, Kameoka transfère une partie de ses deux sections de village de Maki et de Terada au bourg voisin de Toyono, dans le district homonyme dans la préfecture d'Osaka. Le 30 septembre 1959, Kameoka absorbe le village voisin de Shino (ja), supprimant le district de Minamikuwada.

## Culture locale et patrimoine
- Atago-jinja
- Ruines du château de Kameyama

## Transports
La ville est desservie par la ligne Sagano de la JR West, ainsi que par le Sagano Scenic Railway. La gare de Kameoka est la principale gare de la ville. Les gares sur la ligne Sagano sont celles de Hozukyō, Umahori, Kameoka, Namikawa et Chiyokawa, tandis que celle sur le chemin de fer touristique Sagano Scenic Railway est la gare de Torokko Kameoka.

## Jumelages
Kameoka est jumelée avec :
- Knittelfeld (Autriche),
- Stillwater (États-Unis),
- Jandira (Brésil),
- Suzhou (Chine).